# Roberto Orlando
Roberto Orlando (* 5. August 1995 in Battipaglia) ist ein italienischer Leichtathlet, der sich auf den Speerwurf spezialisiert hat.

## Sportliche Laufbahn
Erste internationale Erfahrungen sammelte Roberto Orlando im Jahr 2016, als er bei den U23-Mittelmeer-Meisterschaften in Tunis mit einer Weite von 69,75 m den sechsten Platz belegte. Im Jahr darauf schied er bei den U23-Europameisterschaften in Bydgoszcz mit 60,24 m in der Qualifikationsrunde aus und 2019 gelangte er bei der Sommer-Universiade in Neapel mit 74,76 m auf Rang acht. 2022 startete er bei den Mittelmeerspielen in Oran und wurde dort mit 74,27 m Fünfter.
In den Jahren 2021 und 2022 wurde Orlando italienischer Meister im Speerwurf.